# Rajiv Ouseph
Rajiv Ouseph (ur. 30 sierpnia 1986 w Hounslow) – angielski badmintonista.

## Kariera
Rajiv Ouseph wygrał siedem razy z rzędu Mistrzostwa Anglii w badmintonie od 2008 do 2014 roku. Jako pierwszy zdobył w kolejnych latach więcej niż cztery razy mistrzostwo kraju, bijąc rekord Darrena Halla (1998-1991).
11 listopada 2010 osiągnął najlepsze miejsce w światowym rankingu po zwycięstwie w US Open i zdobyciu brązowego medalu na Mistrzostwach Europy 2010. Później zdobył srebrny medal w grze pojedynczej i brązowy w drużynie na Igrzyskach Wspólnoty Narodów 2010.
W 2014 wywalczył srebrny medal na Mistrzostwach Europy w Kazaniu, ulegając w finale Duńczykowi Janowi Ø. Jørgensenowi.
Rajiv Ouseph reprezentował Wielką Brytanię na Letnich Igrzyskach Olimpijskich w Rio de Janeiro. W ćwierćfinale gry pojedynczej przegrał z przyszłym brązowym medalistą Viktorem Axelsenem
W 2018 roku na mistrzostwach Europy w Huelvie zdobył srebrny medal, przegrywając w finale z najwyżej rozstawionym Duńczykiem Viktorem Axelsenen.